# چهارمحل
روستای چهارمحال در 22 کلیومتری شرق بخش ریگ شهرستان گناوه در استان بوشهر قرار دارد .فاصله روستا تا جاده ی اصلی 10 کیلومتر می باشد.  این روستا در امتداد رشته کوه زاگرس قرار دارد با مردمانی معتقد و مهربان که این مهربانی زبان زد خاص و عام می باشد قرار دارد.این روستا از شرق با روستا مال محمود، از غرب با چهاربرج و از جنوب با جام علی همسایه است و شمال آن نیز رشته کوه های زاگرس قرار دارد

## جمعیت:
در حال حاضر جمعیت روستا بر اساس آخرین سرشماری 543 نفر می باشد.زبان مردم این روستا فارسی با لهجه ای نزدیک به لهجه ی لری است.دین مردم اسلام و مذهب آنها شیعه جعفری می باشد. طبق امار و ارقام موجود تعداد جمعيت متوجه مي شويم كه از سال 1375 به بعد با توجه به سیاست دولت های مختلف میزان مهاجرت به این روستا در سال های مختلف متفاوت بوده است و در اوایل با توجه به نبود امکانات میزان خروج اهالی و پدیده روستا گریزی در روستا رو به فزونی بود که با توجه توسعه روستا در زمینه های مختلف اکنون مشاهده می کنیم که این پدیده حالت عکس به خود گرفته و کسانی که از روستا به شهر مهاجرت کرده بودند اکنون در حال بازگشت به روستا هستند و این خود باعث شده که رشد جمعیت روستا شتاب بیشتری به خود بگیرد. شاید به جرات بتوان گفت که روستای چهارمحال مهاجرپذیرترین روستای منطقه است و ازمعدود روستاهایی است که روند مهاجرت از روستا به شهر آن منفی است و این خود امتیازی برای روستا جهت توسعه، عمران و آبادی منطقه می باشد.